# Moreilles
Moreilles – miejscowość i gmina we Francji, w regionie Kraj Loary, w departamencie Wandea.
Według danych na rok 1990 gminę zamieszkiwały 224 osoby, a gęstość zaludnienia wynosiła 11 osób/km² (wśród 1504 gmin Kraju Loary Moreilles plasuje się na 1041. miejscu pod względem liczby ludności, natomiast pod względem powierzchni na miejscu 539.).